# عيسى محمد (سياسي نيجيري)
عيسى محمد (بالإنجليزية: Isa Mohammed)‏ هو سياسي نيجيري، ولد في 1948. حزبياً، نشط في حزب الشعب الديمقراطي. وقد انتخب عضو مجلس الشيوخ في نيجيريا.